# Рјота Нагаки
Рјота Нагаки (јап. 永木 亮太; 4. јун 1988) јапански је фудбалер.

## Каријера
Током каријере играо је за Шонан Белмаре и Кашима Антлерс.

## Репрезентација
За репрезентацију Јапана дебитовао је 2016.

## Статистика
| Јапан  | Јапан | Јапан |
| Год.   | Ута.  | Гол.  |
| ------ | ----- | ----- |
| 2016   | 1     | 0     |
| Укупно | 1     | 0     |